# Thylogale billardierii
Il pademelon della Tasmania (Thylogale billardierii Desmarest, 1822), noto anche come pademelon dal ventre rossiccio o pademelon dal ventre rosso, è l'unica specie di pademelon endemica della Tasmania. A causa del clima più freddo dell'isola, questa specie ha sviluppato una pelliccia più folta e cespugliosa di quella dei suoi parenti settentrionali, che abitano il continente australiano e la Papua Nuova Guinea.
I maschi pesano circa 12 kg, sono alti 1-1,2 metri e sono notevolmente più grandi delle femmine, di soli 3,9 kg.

## Habitat
Il pademelon della Tasmania è un animale solitario e notturno che trascorre le ore del giorno tra la fitta vegetazione. Preferisce vivere nelle foreste pluviali, nelle foreste di sclerofille e nelle boscaglie, sebbene talvolta si possa incontrare anche nelle zone umide ai confini delle foreste di eucalipti. Alcuni luoghi, nei pressi di aree aperte dove vi è maggiore disponibilità di cibo, sono particolarmente prediletti. Dopo il tramonto, questo animale si sposta in aree aperte per nutrirsi, ma solo raramente si spinge a più di 100 metri dal limitare della foresta.
Questa specie è abbondante e largamente diffusa in tutta la Tasmania.

## Dieta
Il pademelon della Tasmania è un erbivoro notturno che si nutre di una grande varietà di vegetali, da erba e germogli verdi ai fiori ricchi di nettare.
Un tempo parte della dieta del tilacino, questo pademelon è tuttora predato da altri predatori dell'isola, compresi il diavolo della Tasmania e i quoll. Anche così, è talmente abbondante che ogni anno molti esemplari devono essere abbattuti (insieme ad altre specie di wallaby) per ridurre la competizione per i pascoli con gli animali da fattoria. Cacciare questo animale è consentito; la pelle ha un certo valore economico e la sua carne è saporita.

## Riproduzione

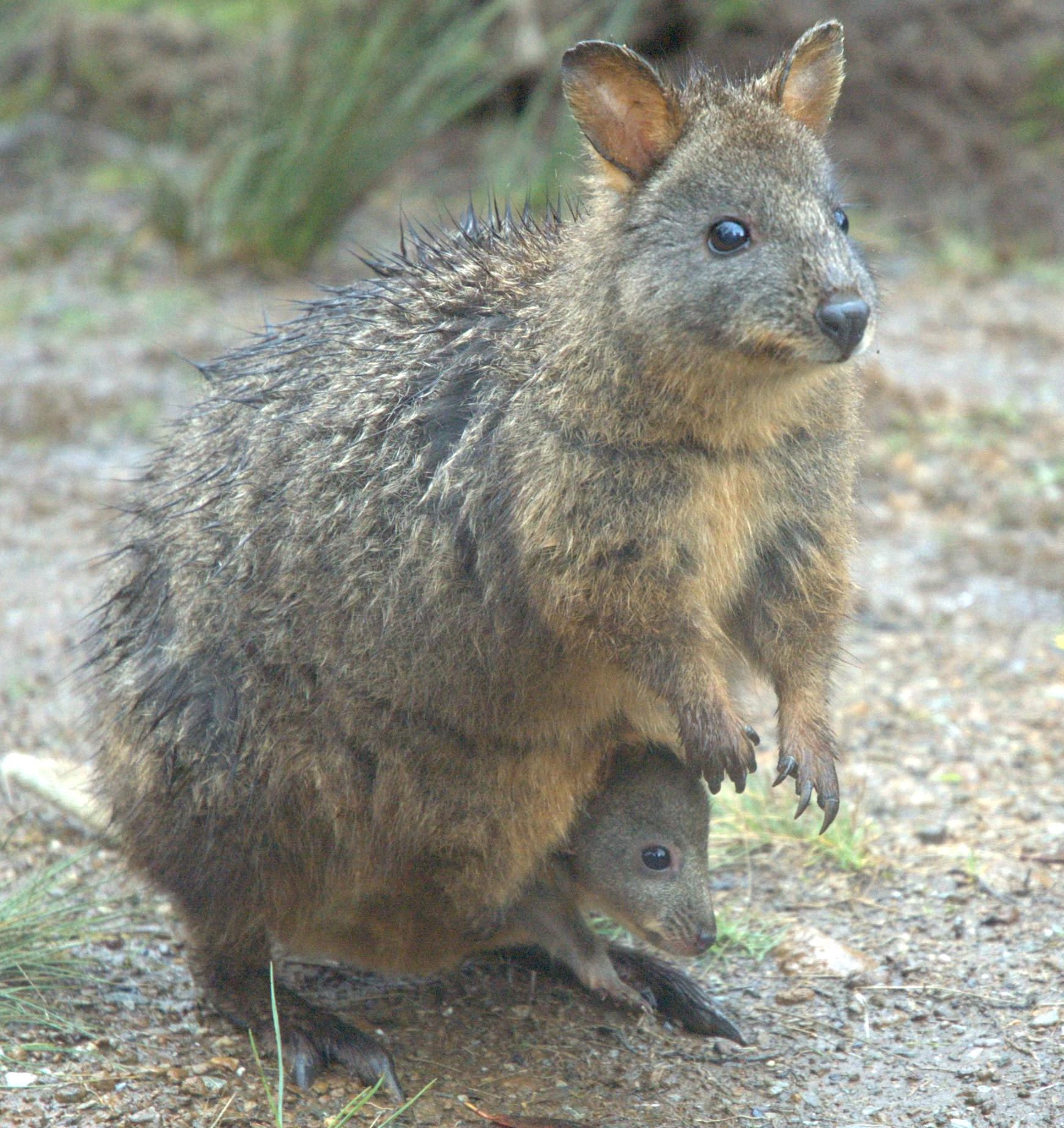
Una femmina con il piccolo.

Il pademelon della Tasmania non ha una stagione degli amori ben definita; tuttavia, il 70% delle nascite sembra avvenire intorno agli inizi dell'inverno. La gestazione è di 30 giorni. Il piccolo rimane nel marsupio per circa 6 mesi ed è svezzato all'età di 8 mesi. Diventa sessualmente maturo a 14-15 mesi. In natura questo animale vive tra i 5 e i 6 anni.